# Karum
Een kārum  (meervoud kāru) was een Assyrische handelsnederzetting. De bloeiperiode van de kāru wordt wel de kolonieperiode genoemd en besloeg de 20e tot het midden van de 18e eeuw v.Chr. Aan het einde van deze periode (het Midden-Brons) verdwijnen de nederzettingen, maar niet de handel.
Een kārum is te vergelijken met een factorij, zoals deze vele eeuwen later door de Europese koloniale machten overzee gesticht werden. Er zijn echter ook verschillen. De Assyrische handel ging over land, voornamelijk het Anatolische buurland in. Europese factorijen liepen het gevaar door andere koloniale machten ingenomen te worden. De Assyriërs hadden dat niet te duchten en hun kāru bleven dan ook zuiver op handel gericht.
Een kārum werd niet alleen maar bewoond door Assyriërs, maar woonden ook Anatoliërs in hun midden. Kaneš was de belangrijkste nederzetting. Het was de hoofdstad van een van de vier Anatolische koninkrijken van die tijd.  Wahsusana (mogelijk Niğde) was een ander koninkrijk, het lag ten westen van Burushattum/Purushanda en had een kārum. Purushanda was Karahöyük bij Konja. Acemhöyük 18 km van Aksaray was ook een belangrijk handelscentrum, de oude naam ervan is onbekend. Nihriya lag op de route naar Kaneš. Washaniya een kleinere stad in zuidelijk Anatolië dicht bij Wahsusana had een wahartum, een kleinere Assyrische handelspost.
Hoewel het hele kārumstelsel een commerciële doelstelling had, was er wel degelijk sprake van een bestuursstelsel met eigen rechtspraak. Het kārum in Kaneš stond aan het hoofd en geschillen werden meestal voor arbitrage of rechtspraak naar Kaneš verwezen. Slechts bij kleinere zaken deed men het plaatselijk af.
Da Assyriërs waren niet de eersten die in dit gebied doordrongen. Al eerder had Sargon van Akkad (2334-2279) er expedities gehouden en zijn er vermeldingen van het zilver in het Taurusgebergte van Anatolië.

## Het schrift
Anatolië leefde nog in de prehistorie, maar de Assyriërs kenden het spijkerschrift en dit was van essentieel belang voor de organisatie van het handelsnetwerk. De Anatoliërs zouden uiteindelijk het schrijven overnemen, maar dat duurde zo'n twee eeuwen. Van de vele duizenden Assyrische tabletten die gevonden zijn is het overgrote deel commercieel van aard. Er zijn drie belangrijke soorten tabletten
1. een tuppum is een privébrief tussen handelaren, aangaande prijzen, de organisatie van de karavanen, betalingen, belastingen, maar ook politiek nieuws
2. een juridisch tablet bevat uitspraken, getuigeverklaringen, ondervragingen enz.
3. een notitietablet bevat aantekeningen van accountants en andere informatie van belang voor een bepaald karwei

De tabletten zijn in de Oud-Assyrische vorm van het Akkadisch en de taal erin is niet al te verzorgd. Er zijn veel spelfouten, korte zinnen zonder werkwoord enz.

## De organisatie
Het woord kārum kan twee betekenissen hebben. Het verwijst enerzijds naar een nederzetting zoals de benedenstad van Kültepe buiten de stadsmuren waar de handelaars huisden, anderzijds naar een hiërarchisch opgezette organisatie. Hoe afhankelijk of onafhankelijk deze organisatie was van de lokale machtshebbers verschilde van plaats tot plaats. Er was meestal een raad van vooraanstaande handelaren met een tupsarrum die als secretaris fungeerde. In Kaneš had de organisatie zijn eigen bit karim een kārumhuis waar de administratie huisde en de raad vergaderde. Het hoofdkwartier huisde in Assur zelf, maar Kaneš verzorgde de diplomatieke contacten met de lokale koning. Onder Kaneš ressorteerden zo'n 35 andere kāru. En dan waren er nog de kleinere wabartums die niet meer dan handelsposten waren.
Sommige kāru hadden een 'raad van tien', een ešartum, zoals Buruddum, Kuššara, Nehria en Šimala. De precieze functie hiervan is niet bekend.

## De handel
Gehandeld werd er in metalen als tin, koper, ijzer, zilver en goud, in edelstenen of halfedelstenen zoals lapis lazuli maar ook in broden, kruiken bier, textiel, zegels en gesneden ivoor.
Het ijzer dat verhandeld werd was bijzonder duur. Er wordt bericht dat in Kaneš een sikkel ijzer tussen de 95 en 40 sikkelen zilver opbracht. De reden daarvoor was dat de enige bron van het metaal meteorietijzer was, omdat het reduceren van ijzererts nog niet bekend was
Het vervoer geschiedde op ezels. Kamelen waren nog niet beschikbaar. Er waren speciale fokkerijen voor de gewilde 'zwarte ezels' en ezels speelden ook een rol bij het sluiten van contracten. De eed die daarbij afgelegd werd, werd vaak bezegeld met het 'aanraken van de hals' van een ezel, waarna deze geslacht werd.
Voor grotere ondernemingen was veel kapitaal nodig en men kende daarvoor een speciaal contract dat naruqqum genoemd werd en dat overeenkwam met een vennootschap met aandeelhouders.

## Enige kāru
| Oude naam           | locatie                                       | huidige naam / plaats       | bijzonderheid                         |
| ------------------- | --------------------------------------------- | --------------------------- | ------------------------------------- |
| Kaneš               |                                               | Kültepe                     |                                       |
| Purushaddum         |                                               | Bolvadin-Üçhöyük (Emirdağ)? | Metallurgisch centrum met veel zilver |
| Šalatuwar           |                                               | Eskişehir - Kepen Höyük?    |                                       |
| Durhumit / Durhumid | ten noordoosten van Kaneš, Halys stroomgebied | omstreden                   | toegang tot het koper van Pontus      |
| Hahhum              | Zuidoost van Kaneš bij de Eufraat             | Samsat?                     | op de karavaanroute naar Assur        |
| Hurrama             | in de bergen zuidoost van Kaneš               |                             | pleisterplaats                        |
| Nihriya             | de oostelijkste vestiging                     | bij Urfa?                   |                                       |
| Ulama               | ten noorden van de Taurus                     |                             |                                       |
| Ursa                | voorde door de Eufraat                        | onbekend                    |                                       |
| Tawinija            | noord van Kaneš, bij Hattusa                  |                             |                                       |
| Tegarama            | bij de grens met Isuwa en Supana?             | bij Malatya?                |                                       |
| Zalpa               | In het zuiden, in Noord-Syrië                 | Tell Hammam et-Turkman?     |                                       |
| Wahsusana           | In het oosten bij Purushaddum                 |                             |                                       |
| Sippar              |                                               |                             |                                       |
| Nuzi                |                                               |                             |                                       |
| Tadmoer             |                                               | Palmyra                     |                                       |

## Het einde
Bij opgravingen op verschillende vindplaatsen in gebleken dat het Midden-Brons in geheel Anatolië op gewelddadige wijze ten einde kwam. In Kalehöyük is dat bijzonder duidelijk geworden door de vondst van een slachtoffer doorboord door een speer en een groep van elf slachtoffers, waaronder kinderen die onder een brandend gebouw omgekomen waren. In het Laat Brons worden geen kāru meer aangetroffen.